# Еммануель Анаті
Еммануель Анаті (італ. Emmanuel Anati; нар. 14 травня 1930, Флоренція) — італійський за походженням (також ізраїльський за другим громадянством) археолог. Тривалий час проживав в Ізраїлі, Франції і США. Сфери досліджень: доісторична Палестина, біблійна археологія, доісторична Європа (в тому числі Петрогліфи Валькамоніки).
Народився в сім'ї Уго та Ельзи Кастельнуово, сефардського походження.
У 1948 р. закінчив коледж Рігі (Righi) в Римі, потім переїхав в Єрусалим, де отримав фах археолога в Єврейському університеті в 1952 р. В 1959 р. спеціалізувався в антропології і соціальних науках в гарвардському університеті. В 1960 р. захистив докторську дисертацію з літературознавства в Сорбонні (Париж).
У 1950-ті рр. брав участь в експедиціях в долину Валькамоніка, в результаті чого були виявлені тисячі петрогліфів Валькамоніки, пізніше зарахованих до Всесвітньої спадщини ЮНЕСКО. У 1964 р. заснував Камунский центр доісторичних досліджень (Centro Camuno di Studi Preistorici, CCSP) в Капо-ді-Понте для сприяння дослідженням доісторичного та племінної мистецтва та збереження місцевої культурної спадщини.
Також здійснив ряд археологічних розкопок та досліджень на території Ізраїлю і Палестини (в особливості в пустелі Негев), а також в Іспанії, Франції та ряді інших європейських країн. На підставі результатів своїх відкриттів на Синайському півострові й у пустелі Негев прийшов до висновку, що біблійна гора Синай перебувала не на Синайському півострові, а відповідала горі Хар-Карком в пустелі Негев. Точка зору Анати стикається з протиріччями в хронології, так як Хар-Карком був покинутий приблизно за 1000 років до описуваного в Біблії Результату.
У 1962 р. його дружиною стала Аріела Фрадкін.

## Твори
- Palestine Before the Hebrews: A History, From the Earliest Arrival of Man to the Conquest of Canaan, 1963 (переведена на русский язык: Анати Э. Палестина до древних евреев. М. Центрполиграф, 2007).
- Mountain of God, 1986
- Camonica Valley: A Depiction of Village in the Alps From Neolithic Times to the Birth of Christ as Revealed by Thousands of Newly found Rock Carvings, 1961
- Camonica Valley, 1961
- Evolution and style in Camunian rock art: An inquiry into the formation of European civilization, 1976
- Les mystères du mont Sinaï, 2000